# Taller de Cuentos
Taller de Cuentos, S.L. es una empresa del ramo editorial creada en Madrid, España, en 1994. Edita y distribuye libros de literatura infantil  personalizados con una  metodología dirigida a la identificación de los niños con los libros y la lectura. También publica libros de poesía. Presente en 13 países de Europa mediante franquicia.

## Historia
En 1994 la editorial fue fundada por José Miguel López-Frade. En 1995 se dio a conocer a través de la prensa, su método pedagógico, que establece identificación de los niños con los libros y la lectura; mediante la inclusión de sus nombres  y de sus amigos en los espacios en blanco intercalados en el libro, con lo que se convierten en protagonistas de sus propios cuentos. El uso de dicha metodología ocurrió en el entorno en que organismos internacionales como la ONU promovieron mundialmente los derechos de los niños a partir de la década de los 90s. Los temas de sus publicaciones para niños son diversos, desde tradicionales hasta actuales con problemáticas sociales, ecología y  medio ambiente, para lo cual utiliza a los personajes de Warner Bros.
Como corporativo, inició su expansión internacional en 1995 ubicándose en 13 países. A partir de 1998 se estableció en Alemania, el Reino Unido, Colombia, Venezuela y Filipinas. En 1996 inició la edición de The Mondial Times, páginas de periódicos personalizadas, primeras de su tipo en España. A partir de este año también editó libros de comunicación interna e institucional a la medida de empresas e instituciones, como las ediciones realizadas con el Parlamento Español, Citroën, Burger King, Fontbella y el Ayuntamiento de Madrid.